# Potamyia yunnanica
Potamyia yunnanica är en nattsländeart som först beskrevs av Schmid 1959.  Potamyia yunnanica ingår i släktet Potamyia och familjen ryssjenattsländor. Inga underarter finns listade i Catalogue of Life.